# Let's & Go - Sulle ali di un turbo
Bakusō Kyōdai Let's & Go!! (爆走兄弟レッツ&ゴー!!?, Bakusō Kyōdai Rettsu Endo Gō!!) è un manga scritto da Tetsuhiro Koshita, serializzato sulla rivista CoroCoro Comic dal giugno 1994 all'ottobre 1999 e successivamente raccolto in 20 tankōbon, la cui trama racconta delle gare di Mini 4WD, i celebri modellini automobilistici prodotti dalla Tamiya.
Dal manga è stata tratta una serie televisiva anime di 3 stagioni per un totale di 153 episodi, trasmessa su TV Tokyo dal 1996 al 1998 e in Italia dal 2004 con il titolo Let's & Go - Sulle ali di un turbo.

## Trama
La serie racconta la storia di Retsu e Go (Ricky e Ghigo in Italia), due fratelli appassionati di Mini 4WD conosciuti come i fratelli Retsu & Go, in Italia i fratelli pronti e via.
Gli ultimi sette tankōbon del manga sono intitolati Bakusō Kyōdai Let's & Go!! MAX e coincidono con la terza stagione dell'anime. In questa ultima parte i protagonisti diventano Retsuya Ichimonji e Gōki Ichimonji (Robin e George in Italia).

## Personaggi

### TRF Victorys
I TRF Victorys sono la squadra di piloti di Mini 4WD che rappresenta il Giappone e che sono stati scelti tra i migliori del paese attraverso la Great Japan Cup (GJC). La squadra ha la particolarità di avere tutte le mini 4wd diverse tra loro, un’unicità tra le squadre del WGP. Data la diversità di prestazioni tra le macchine e il modo di correre individuale dei membri, trovano inizialmente molte difficoltà a collaborare come una squadra. L'acronimo “TRF” è un'abbreviazione di "Tsuchiya Racing Factory" nella versione anime e "Tamiya Racing Factory" nella versione manga.

#### Membri
Ricky (星馬 烈?, Seiba Retsu, Retsu Seiba in originale)
Doppiato da: Yuriko Fuchizaki (ed. giapponese), Paolo Torrisi (ed. italiana)
Assieme al fratello minore Ghigo, è uno dei due protagonisti della serie e dei fratelli pronti e via. È il capitano della squadra e ha un forte senso della responsabilità. Ha un carattere mite, orgoglioso, affascinante, carismatico, generoso, sincero, altruista, gentile, affettuoso e di buon cuore anche se a volte agisce in modo impulsivo. tenace e imprevedibile. Chicca, la sorella minore del compagno di squadra Edoardo, è pazzamente innamorata di lui. Il suo colore principale è il rosso (per la via dei suoi capelli, guanti e maglietta).
La sua mini 4wd è la Sonic, specializzata nelle curve ad alta velocità.
Ghigo (星馬 豪?, Seiba Gō, Gō Seiba in originale)
Doppiato da: Haruna Ikezawa (ed. giapponese), Patrizia Scianca (ed. italiana)
Ghigo è uno dei due protagonisti della serie ed è un anno più piccolo di suo fratello Ricky. Ghigo ha un carattere irascibile, spericolato, impulsivo, orgoglioso, spavaldo, testardo, imprevedibile, carismatico, tenace e impaziente, ma in alcune occasioni può essere tranquillo, gentile, cordiale, altruista, affettuoso e di buon cuore. Indossa sempre degli occhiali da corsa sulla fronte e il suo colore principale è il blu (per la via dei suoi capelli, guanti e stivali). Nella prima serie litiga spesso col fratello Ricky anche se ne riconosce le qualità, e a volte gli vuole molto bene. È abile nello sviluppo e nel designare le proprie macchine infatti ha progettato da solo la Cyclone Magnum e la Beat Magnum. Il suo hobby è giocare ai videogiochi.
La sua mini 4wd è la Magnum, specializzata a raggiungere alte velocità sui rettilinei.
Ryo (鷹羽 リョウ?, Takaba Ryō, Ryo Takaba in originale)
Doppiato da: Urara Takano (ed. giapponese), Simone D'Andrea (ed. italiana)
È un ragazzo alto dall'apparenza selvaggia, con i capelli lunghi fino alla vita legati in una coda. Ha una personalità tranquilla e schietta, ma mostra uno spirito combattivo quando si tratta di gareggiare. Insieme al fratello minore Gerolamo, vive in una tenda nei boschi sulle montagne. Quando incontra per la prima volta i fratelli pronti e via, diventa rapidamente loro rivale, specialmente nei confronti di Ghigo. Durante la gara di coraggio della serie WGP si scopre che è terribilmente terrorizzato dai fantasmi. Durante una gara di acqua scooter contro gli Astro Rangers, salva Jo che si stava per schiantare contro la banchina, infortunandosi. Ama pescare ed è bravo a cucinare.
La sua mini 4wd è la Tridagger, specializzata nelle alte velocità.
Gerolamo (鷹羽 二郎丸?, Takaba Jirōmaru, Jirōmaru Takaba in originale)
Doppiato da: Ikue Ōtani (ed. giapponese), Marcella Silvestri (ed. italiana)
Edoardo (三国 藤吉?, Mikuni Tōkichi, Tokichi Mikuni in originale)
Doppiato da: Chie Kōjiro (ed. giapponese), Loredana Foresta (ed. italiana)
È un ricco e viziato ragazzo dall'aspetto simile a quello di una scimmia. Indossa sempre un papillon rosa sopra gli abiti e ha spesso un ventaglio con sé. Nella gara in costume per la Giornata dei bambini organizzata da sua sorella Chicca, ha indossato un costume da cane anche se avrebbe preferito indossare il costume da scimmia che è stato utilizzato da Ryo. Nell'edizione WGP gioca un solido ruolo di supporto ma a causa delle sue molteplici modifiche alla sua mini 4wd per migliorarla, ha finito per appesantirla e rimanere indietro rispetto ai compagni di squadra.
La sua mini 4wd è la Spin Cobra, specializzata nelle curve strette.
Jay (ジェイ?, Jei, J in originale)
Doppiato da: Kumiko Watanabe (giapponese), Andrea Tibaldi (s.1-2), ? (s.3) (ed. italiana)
È un ragazzo dalla pelle scura, con i capelli biondi e gli occhi azzurri. Dopo aver perso il padre all’età di cinque anni ha lavorato per il dottor Orlando, capisce poi di essersi schierato dalla parte sbagliata in seguito a una gara contro i fratelli Pronti e Via, imparando il divertimento nel gareggiare e decide di unirsi ai TRF Victorys. All'inizio quando lavorava per Orlando era silenzioso e spietato quando correva ma nell'episodio 34 cambia personalità diventando un ragazzo estroverso e allegro. Di solito è gentile e mite, ma a volte dà opinioni dure e taglienti. Nell'anime scopriamo avere una sorella di nome R.
La sua mini 4wd è la Proto Saber, con caratteristiche bilanciate di supporto alla squadra.
Fighter (杉山 闘士?, Sugiyama Takeshi, Takeshi Sugiyama in originale)
Doppiato da: Shōtarō Morikubo (ed. giapponese), Diego Sabre (s.1-3), Simone D'Andrea (s.3 2ª voce) (ed. italiana)
Mr. Gyp (土屋博士?, Tsuchiya-hakase, Dr. Tsuchiya in originale)
Doppiato da: Masashi Ebara (ed. giapponese), Marco Balzarotti (s.1-3), Gianfranco Gamba (s.3 ep.40) (ed. italiana)
Professor X
Doppiato da: Mario Scarabelli (italiano, s.1-2), Antonio Paiola (italiano, s.3)

### NA Astro Rangers
Gli NA Astro Rangers (アストロレンジャーズ?, Asutoro Renjāzu) sono la squadra americana e il termine NA significa National Team America.
Tutti i membri sono tirocinanti della NASA e le corse di mini 4wd fanno parte del loro allenamento. Tra le squadre partecipanti al WGP, sono quella più tecnologicamente avanzata e con il miglior gioco di squadra. La Buck Blader (Black Blader tradotto in Italia) è la mini 4wd che utilizzano tutti i componenti del team, ma ognuna ha caratteristiche meccaniche diverse. 
È dotata di un sistema di sospensioni che la rendono adatta a percorsi dissestati.

#### Membri
Brett (ブレット·アスティア?, Buretto Asutia, Brett Astaire in originale)
Doppiato da: Kentarō Itō (ed. giapponese), Davide Garbolino (ed. italiana)
È il capitano della squadra americana. È un ragazzo di bell'aspetto con i capelli biondi e gli occhi azzurri. Negli episodi 62 e 100, si riescono a vedere per un momento i suoi occhi attraverso gli occhiali scuri. Fuori dalle gare indossa una maglietta nera a maniche corte, sopra porta una giacca rossa con pelliccia bianca, jeans con cintura e occhiali neri che indossa sempre anche in gara. Dimostra un comportamento maturo, calmo e riflessivo e una grande capacità analitica infatti non si esime dal lodare le tattiche degli avversari. Grazie alle sue qualità è entrato al Massachusetts Institute of Technology all'età delle elementari diplomandosi come primo della classe, successivamente ha partecipato a un progetto della NASA. Ha una forte rivalità con Schmidt degli Eisen Wolf dovuta alla sconfitta subita nella Coppa Atlantica. Il suo hobby è fare cruciverba.
La sua mini 4wd è la Buck Blader 1, impostata per le alte velocità ed è l’unica ad avere un design diverso dalle altre della squadra.
Edge (エッジ·ブレイズ?, Ejji Bureizu, Edge Blaze in originale)
Doppiato da: Hisayoshi Izaki (ed. giapponese), Donatella Fanfani (ed. italiana)
È un ragazzo dai capelli rossi rivolti all'insù e con gli occhi grigi. Ha una personalità allegra ed emotiva e prende le cose alla leggera. È inoltre molto sportivo, il suo personaggio è ispirato a un atleta della squadra di Los Angeles dove è nato. Quando non è in gara indossa una canotta nera sotto una maglietta arancione semitrasparente, pantaloncini blu e guanti neri. All'istituto spaziale è specializzato in fisica. Il suo hobby è lo skateboard.
La sua mini 4wd è la Buck Blader 2, specializzata nei percorsi misti.
Jo (ジョセフィーヌ·グッドウィン?, Josefīnu Guddoin, Josephina "Joe" Goodwin in originale)
Doppiata da: Akiko Yajima (ed. giapponese), ? (ed. italiana)
È l'unica ragazza della squadra americana. Ha i capelli biondi lunghi legati in una coda di cavallo e gli occhi azzurri. Ha una personalità forte, gentile e amichevole ma si arrabbia se viene sottovalutata. Fuori dalle gare indossa un top rosa e arancione, pantaloncini rossi e una felpa annodata in vita. Nella gara in costume per la Giornata dei bambini organizzata da Chicca, indossa un kimono. Prova una simpatia per Ryo dei TRF Victorys poiché l'ha salvata durante un incidente per la qualificazione a una gara.
La sua mini 4wd è la Buck Blader 3, impostata per le alte velocità.
Miller (マイケル·ミラー?, Maikeru Mirā, Michael Miller in originale)
Doppiato da: Hidehiro Kikuchi (ed. giapponese), Monica Bonetto (ed. italiana)
È il membro più giovane della squadra. È un ragazzo minuto con i capelli castani, gli occhi grigi e le lentiggini sul naso. È allegro e snob e ha molto talento e intelligenza. Fuori dalle gare indossa un cappello rivolto all'indietro, una maglietta nera, un'elegante giacca viola e bianca e pantaloncini bianchi. Nella gara in costume per la Giornata dei bambini organizzata da Chicca, indossa un costume di Kintaro. La sua mini 4wd è la Buck Blader 4, specializzata nelle curve strette.
Hammer (ハマー·デーヴィッド·グラント?, Hamā Dēviddo Guranto, Horvy “Hammer D” David Grant in originale)
Doppiato da: Takuma Suzuki (ed. giapponese), Giuseppe Calvetti (ed. italiana)
È un ragazzo molto alto con i capelli grigi legati, gli occhi grigi e la pelle scura. Ha un carattere calmo ma si agita e diventa ansioso se qualcosa va storto. Fuori dalle gare indossa una felpa blu e pantaloni grigi. Nel team è responsabile del backup delle macchinine. È un abile osservatore ed è stato il primo a scoprire il motivo della forma asimmetrica delle Bergkaiser degli Eisen Wolf. Il suo hobby è giocare a basket. La sua mini 4wd è la Buck Blader 5, che monta un potentissimo motore torque etel in grado di spingere le altre quattro vetture del team.

### Eisen Wolf
Gli ;Eisen Wolf (アイゼンヴォルフ?, Aizen Vorufu) sono la squadra tedesca e il loro nome significa “Lupi di ferro”. All'inizio del WGP hanno partecipato le riserve della squadra, eccetto Erich che è titolare, poiché gli altri quattro titolari erano impegnati nel Campionato Europeo svoltosi in concomitanza con la parte iniziale del Campionato del mondo (WGP). Le riserve tuttavia hanno ottenuto scarsi risultati ma dopo l'arrivo dei titolari, nell'episodio 74, la squadra ha vinto quasi tutte le gare. Grazie alla Super Corsa dei Sogni sono balzati ai primi posti della classifica, dimostrando grandi capacità e strategia. Il loro motto è "Raggiungere il traguardo giocando sempre pulito".
La mini 4wd di squadra utilizzata dai titolari è la Bergkaiser. Ne esistono due tipi: il tipo L e il tipo R. Michael ed Erich usano il tipo R, Schmidt e Adolf usano il tipo L e Hessler usa entrambi a seconda della gara.

#### Membri
Michael (ミハエル・フリードリヒ・フォン・ヴァイツゼッカー?, Mihaeru Furīdorihi fon Vaitsuzekkā, Michael Friedrich von Weizsecker in originale)
Doppiato da: Shinobu Adachi (ed. giapponese), Anna Maria Tulli (ed. italiana)
È il capitano e il membro più giovane della squadra tedesca. È un ragazzo di 10 anni dai lunghi capelli biondi e gli occhi verdi con una personalità amichevole e mite ma anche severa quando si tratta di gareggiare. Ama ascoltare la musica, giocare con gli animali e passeggiare nei boschi. Gli piace confrontarsi con piloti abili e capaci di cui ne riconosce il talento. È considerato un pilota geniale che grazie alle sue straordinarie capacità viene definito "principe delle Mini 4WD" e "mito imbattuto". Per questa sua esistenza carismatica è molto popolare e appare sulle copertine di molte riviste. In un’intervista è stato rilasciato che l’appellativo di imbattuto è dovuto al fatto che ha vinto tutte le gare a cui ha partecipato, ufficiali e non. Nella finale della serie WGP rivela il segreto della sua imbattibilità e il suo atteggiamento arrogante nei confronti della sua mini 4wd che considera come un "nemico", insistendo sull'importanza di avere il controllo della macchinina per vincere. Dopo una combattuta lotta contro Ricky che invece considerava la sua mini 4wd un “amico”, viene sconfitto. A seguito della sconfitta, nella tappa finale, ha un atteggiamento aggressivo e grintoso che causerà l’uscita di pista della NEO-Tridagger. In seguito si confronterà con Ghigo che cercherà di fermarlo e farlo ragionare, riuscendoci. Nel manga ha l’abilità di sentire il suono delle mini 4wd intercettando in anticipo i movimenti degli avversari.
Schmidt (シュミット・ファンデルハウゼン・フォン・シューマッハ?, Shumitto fan deru Hauzen fon Shūmahha, Schmidt van der Hausen von Schumacher in originale)
Doppiato da: Akira Ishida (ed. giapponese), Paolo Sesana (ed. italiana)
È il numero 2 della squadra e tende ad essere iperprotettivo quando si tratta di Michael. È un ragazzo di 12 anni dal bell'aspetto che lo rende molto popolare con le ragazze. Ha i capelli corti color castano e gli occhi viola. A causa del suo orgoglio ha un evidente atteggiamento scortese e guarda dall'alto in basso gli altri, ma sa essere anche un gentiluomo. È amico d’infanzia con Erich e insieme si sono uniti alla squadra e ideato lo Zwei flügel. A seguito della competizione nella Coppa Atlantica, ha una rivalità con Brett degli Astro rangers. Si sono visti parlare da buoni amici prima della gara finale. Il suo hobby è fare equitazione.
Erich (エーリッヒ・クレーメンス・ルーデンドルフ?, Ērihhi Kurēmensu Rūdendorufu, Erich Kremens Ludendorff in originale)
Doppiato da: Shinichiro Miki (ed. giapponese), Patrizio Prata (ed. italiana)
È il numero 3 della squadra. È un ragazzo di 12 anni con i capelli grigi, gli occhi azzurri e la pelle scura. È solito trattare tutti con un comportamento da gentiluomo e ha un forte senso di responsabilità e di premura. Tuttavia, dimostra di avere uno spirito combattivo come pilota, ed è stato l'unico della squadra a partecipare al WGP sin dall'inizio, essendo stato nominato capitano della seconda squadra formata da lui più le riserve. Nonostante fosse costretto a partecipare alla strategia ordinata da Klaus, il direttore della seconda squadra, era angosciato per i suoi compagni e per tutta la squadra. Dopo l’arrivo della squadra titolare mostra un’espressione più tranquilla ma non nasconde la sua preoccupazione quando Michael viene sconfitto per la prima volta. Nella Super Corsa dei Sogni ha vinto insieme a Schmidt utilizzando lo Zwei flügel. Il suo passatempo è aggiustare componenti meccanici.
Adolf (アドルフ・ホルト?, Adorufu Horuto, Adolf Holt in originale)
Doppiato da: Kentaro Ito (ed. giapponese), Felice Invernici (ed. italiana)
È il numero 4 della squadra. Ha 12 anni e ha corti capelli color bluastro e occhi dorati acuti. Nonostante sia un corridore abile, ha un ruolo di supporto insieme ad Hessler. È il componente degli Eisen Wolf che si è ritirato di più ma mai a causa sua. Il suo hobby è suonare il pianoforte.
Hessler (カール・ヘスラー?, Kāru Hesurā, Karl Hessler in originale)
Doppiato da: Hiroyuki Yoshino (ed. giapponese), Nicola Bartolini Carrassi (ed. italiana)
È il numero 5 della squadra. È un ragazzo alto con i capelli castani, occhi marroni e ha le basette. Nonostante abbia la stessa età degli altri membri, a parte Michael, è quello che dá un'impressione più matura. È un abile pilota che collabora spesso con Adolf come supporto della squadra. Il suo passatempo è giocare a biliardo.

### Rosso Strada
I Rosso Strada sono la squadra italiana, che ha vinto 18 vittorie di fila con un'arma misteriosa chiamata Addio alla danza.
La mini 4wd della squadra è la Diospada (chiamata in Italia solo Spada).

#### Membri
Carlo
Doppiato da: Hiro Yuuki (ed. giapponese), Patrizio Prata (ed. italiana)
Roberto
Doppiato da: Yuji Ueda (ed. giapponese), Monica Bonetto (ed. italiana)
Giulio
Doppiato da: Hiroyuki Yoshino (ed. giapponese), Paolo Sesana (ed. italiana)
Rione
Doppiato da: Takahiro Sakurai (ed. giapponese), ? (ed. italiana)
Zola
Doppiato da: Hiroyuki Shibamoto (ed. giapponese), ? (ed. italiana)

### Altri personaggi
Jun Sagami (佐上 ジュン?, Sagami Jun)
Doppiata da: Chinami Nishimura (ed. giapponese), Daniela Fava (ed. italiana)
Jun è la figlia del proprietario del negozio dove Ricky e Ghigo comprano spesso pezzi di ricambio o altri accessori per le loro macchine. È amica d’infanzia di Ricky e Ghigo e compagna di classe di quest’ultimo. È un’appassionata di baseball e ha ispirato Ghigo a creare l’effetto Tornado. Inizialmente era una novellina nelle corse di Mini 4wd ma vedendo correre i fratelli Seiba ha iniziato a partecipare ad alcune gare. Tuttavia, quando non riuscì più a tenere il passo con loro, divenne una commentatrice e una loro sostenitrice. La sua macchina è la Manta Ray, successivamente è stata modificata in "Home Run Manta Ray WGP" dotata di una carrozzeria in ZMC e un motore atomico tipo V3. Nel manga sarà il punto d'ispirazione nella nascita della Buster Sonic. Ricky ha modificato la Sonic prendendo spunto dalla bicicletta di Jun e creando una nuova tecnica chiamata "Buster Phoenix Stern" che fa un uso efficace della sospensione anteriore.
Signor Sagami (佐上 保?, Sagami Tamotsu, Tamotsu Sagami in originale)
Padre di Jun, è il proprietario del negozio.
Doppiato da: Hidenari Ugaki (ed. giapponese), Stefano Albertini (ed. italiana)
Gerolamo (鷹羽 二郎丸?, Takaba Jirōmaru, Jirōmaru Takaba in originale)
Doppiato da: Ikue Ōtani (ed. giapponese), Marcella Silvestri (ed. italiana)
È il fratello minore di Ryo Takaba e riserva della squadra giapponese dei TRF Victorys. È sicuro di sé, spesso parla a sproposito venendo ripreso dal fratello e si diverte a prendere in giro Ghigo. Ha partecipato nella GJC (prima serie) e come aiutante della squadra nella WGP (seconda serie), prendendo parte alla gara contro gli Astro Rangers al posto di Ryo che si era infortunato. La sua macchina è la "Jiromaru Special", che è una Saber personalizzata, che deriva dall'originale "Tridagger Jiromaru Special" basata sulla Tridagger X. Ogni volta che effettua una riparazione o un miglioramento, lo "special" raddoppia (come "Jiromaru Special Special").
Chicca (三国 チイコ?, Mikuni Chiiko, Chiiko Mikuni in originale)
È la sorella minore di Edoardo, è perdutamente e pazzamente innamorata di Ricky
Doppiata da: Donatella Fanfani (ed. italiana)
Ambrogio
È il maggiordomo di Edoardo.
Doppiato da: Alberto Olivero (ed. italiana)
Tata di Chicca
Doppiata da: Jasmine Laurenti (1ª voce), Elisabetta Spinelli (2ª voce) (ed. italiana)
Maestra Marina
È l'insegnante di Ghigo e di Jun.
Doppiata da: Jasmine Laurenti (ed. italiana)
Carlone (黒沢太?, Kurosawa Futoshi, Futoshi Kurosawa in originale)
All'inizio Carlone era molto spietato e sleale alla fine diventerà onesto e molto amico dei fratelli pronti via, la sua macchinina è la Black Saber.
Doppiato da: Akio Suyama (ed. giapponese), Nicola Bartolini Carrassi (ed. italiana)
Michele (こひる まこと?, Kohiru Makoto, Makoto Kohiru in originale)
È stato il primo avversario dei fratelli pronti via, la sua macchinina è la Avante 2001.
Doppiato da: Motoko Kumai (ed. giapponese), Anna Maria Tulli (ed. italiana)
Jim (近藤ゲン?, Kondo Gen, Gen Kondo in originale)
Lavora per Orlando la sua macchina è la Broken G.
Doppiato da: Ayumi Kida (ed. giapponese), Giuseppe Calvetti (ed. italiana)
Rei (土方レイ?, Hijikata Rei, Rei Hijikata in originale)
Lavora per Orlando la sua macchinina è la Ray Stinger.
Doppiata da: Satoko Kito (ed. giapponese), Patrizia Mottola (ed. italiana)
Kai (沖田カイ?, Okita Kai, Kai Okita in originale)
È un ragazzo molto sveglio, si faceva chiamare Jack lo squartatore, lavora per Orlando ma si ribella capendo poi che nelle gare bisogna gareggiarsi lealmente. Nella seconda stagione diventa l'allenatore delle Soldatesse della Savana, la sua macchinina è la Beak Spider.
Doppiato da: Yuka Imai (ed. giapponese), Davide Garbolino (ed. italiana)
Dottor Orlando / Professor Ohgami
È un uomo malvagio, il suo scopo è di creare delle macchinine più forti chiamate Proto Saber per rendere le gare molto violente. Riappare nella terza serie.
Doppiato da: Ryūzaburō Ōtomo (ed. giapponese), Riccardo Lombardo (Dottor Orlando, s.1) e Riccardo Rovatti (Professor Ohgami, s.3) (ed. italiana)

## Manga
Il manga, di genere shōnen, è stato pubblicato dal giugno 1994 all'ottobre 1999 sulla rivista CoroCoro Comic, per poi essere raccolto in 20 tankōbon. Si divide in due parti:
- La prima parte, Bakusō Kyōdai Let's & Go!! (爆走兄弟レッツ&ゴー!!?, Bakusō Kyōdai Rettsu Endo Gō!!) è costituita dai primi 13 tankōbon; i personaggi principali sono Retsu e Go.
- La seconda parte, Bakusō Kyōdai Let's & Go!! MAX (爆走兄弟レッツ&ゴー!! MAX?, Bakusō Kyōdai Rettsu Endo Gō!! MAX) è costituita dagli ultimi sette tankōbon; i personaggi principali sono Retsuya e Gōki.

## Anime
Il manga è stato trasposto in una serie televisiva anime divisa in tre stagioni, prodotta dallo studio Xebec e andata in onda su TV Tokyo.
- La prima stagione, Bakusō Kyōdai Let's & Go!! (爆走兄弟レッツ&ゴー!!?, Bakusō Kyōdai Rettsu Endo Gō!!) è andata in onda dall'8 gennaio 1996 al 30 dicembre 1996.
- La seconda, Bakusō Kyōdai Let's & Go!! WGP (爆走兄弟レッツ&ゴー!!?, Bakusō Kyōdai Rettsu Endo Gō!! WGP) è andata in onda dal 6 gennaio 1997 – 22 dicembre 1997.
- La terza, Bakusō Kyōdai Let's & Go!! MAX (爆走兄弟レッツ&ゴー!!?, Bakusō Kyōdai Rettsu Endo Gō!! MAX) è andata in onda 5 gennaio 1998 – 21 dicembre 1998 ed è tratta dalla seconda parte del manga.

In Italia l'anime è stato trasmesso nell'aprile 2004 su Italia Teen Television, con le sigle originali, per poi andare in onda su Italia 1 a partire dal 3 marzo 2005 trasmettendo tutte e tre le stagioni, con il semplice titolo di Let's & Go - Sulle ali di un turbo e la sigla cantata da Giorgio Vanni.

### Adattamento italiano
Nell'adattamento italiano si parla spesso di "AeroEnergia", in realtà l'anime fa riferimento alla nuova serie di Mini 4WD chiamata Fully Cowled Mini4wD, caratterizzate da un telaio più basso e soprattutto da carrozzerie che coprono le ruote, in modo da ottenere meno turbolenze con l'aria.
Altri errori di adattamento si trovano fino a metà della prima stagione, in cui tutti i motori vengono definiti "catene" (per esempio "catena torque" è il "Torque Tuned Motor" prodotto da Tamiya), tutti i paraurti sono definiti "alettoni" e a quasi tutte le Mini 4WD (e ai relativi piloti) è stato cambiato o tradotto il nome:
- Shadow Breaker Z-3: Shadow Breaker / Z-3
- Spin-Axe: Spin AX
- Neo Tridagger ZMC: Neo Tridagger
- Broken Gigant: Broken G
- Cyclone Magnum: Ciclone Magnum
- Hurricane Sonic: Uragano Sonic
- Saber 600 (una versione generica delle Saber): Seiroku (inizialmente chiamate "Saber seicento" da Fighter o "Saber Sei-Zero-Zero" da Mr. Gyp)
- Maguroku (Magnum 600)[4], la Seiroku modificata usata da Ghigo in una puntata - Magnum Sei
- Soniroku (Sonic 600)[4], la Seiroku modificata usata da Ricky in una puntata - Sonic Sei
- Buck Blader: Black Blader
- Diospada: D10Spada (D-Dieci Spada, storpiamento per camuffare il riferimento al Dio dei cattolici, nelle puntate successive l'auto è chiamata a volte solamente Spada)
- Spin Viper: Spin Viper (pronunciato in italiano e non in inglese)
- Diomars Nero: Diomars
- Proto Saber JB: Protosaber
- Blazing Max: Max Breaker New

Anche all'inizio della terza stagione di Let's & Go viene fatto un errore di traduzione in riferimento al sistema "Aero" usato dalla MAX Breaker. L'anime in realtà si riferiva alla nuova serie di mini4wd chiamata Aero Mini4wD, caratterizzate da carrozzerie molto basse e da particolari telai dai fondi aerodinamici.
Nell'adattamento della seconda parte della terza stagione (MAX) i nomi dei personaggi vengono invece mantenuti originali, questo ha comportato molta confusione nella trama, soprattutto per ciò che concerne il personaggio di Marina. Più precisamente Marina Ohgami è la figlia di Daicii Ohgami, chiamato Orlando in Italia e antagonista della prima stagione di Let's&Go. Il nome "Daicii Ohgami" viene utilizzato solo a partire dalla seconda metà della terza serie di MAX, e visto che tale personaggio non appare prima degli ultimi episodi, non è mai chiaro per tutto il corso della storia chi è il padre di Marina.
Durante la messa in onda della terza stagione Italia 1 ha spesso suddiviso le singole puntate in due parti.

### Edizioni home video
Tra gennaio 2006 e aprile 2007 le tre stagioni sono state pubblicate in DVD, venduti in edicola e pubblicati dalla Hobby & Work, per un totale di 51 uscite. Nei dischi, ognuno dei quali contenente 3 episodi è contenuta la sola traccia audio italiana.

### Episodi
| Nº                                          | Titolo italiano Giapponese 「Kanji」 - Rōmaji | In onda           | In onda           |
| Nº                                          | Titolo italiano Giapponese 「Kanji」 - Rōmaji | Giapponese        | Italiano          |
| Bakusō Kyōdai Let's & Go!! (51 episodi)     | |                   |                   |
| 1                                           | I fratelli "pronti... via" 「ミニ四駆兄弟登場走れセイバー!」 - Mini Yonku Kyodai Tojo Hashire Seiba                                                 | 8 gennaio 1996    | aprile 2004       |
| 2                                           | Fino all'ultimo 「ウインターレース波乱の決勝戦!!」 - Uinta Resu Haran no Kesshosen!!                                                                | 15 gennaio 1996   |                   |
| 3                                           | La macchina misteriosa 「謎のフルカウルマシン!」 - Nazo no Furu Kauru Mashin!                                                                       | 22 gennaio 1996   |                   |
| 4                                           | La gara di montagna 「嵐の兄弟対決! 爆走ダウンヒルレース!」 - Arashi no Kyodai Taiketsu! Hashire Daunhiru Resu!                                     | 29 gennaio 1996   |                   |
| 5                                           | La sfida 「再対決! トライダガーX地下水路の戦い!」 - Saitaiketsu! Toraidaga Ekkusu Sakasuiro no Tatakai!                                             | 5 febbraio 1996   |                   |
| 6                                           | Guai per la Magnum 「危うしマグナム! 稲妻走りの新マシン!!」 - Ayaushi Magunamu! Inazuma Hashiri no Shin Mashin!!                                    | 12 febbraio 1996  |                   |
| 7                                           | Duello sulle curve 「激突! コーナー勝負ソニックセイバーVSスピンアックス」 - Gekitotsu! Cona Shobu Sonikku Seiba VS Supin Akkusu                     | 19 febbraio 1996  |                   |
| 8                                           | La Magnum si rinnova 「かっ飛べマグナム! スプリングレースをめざせ!」 - Kattobe Magunamu! Supuringu Resu o Mezase!                                   | 26 febbraio 1996  |                   |
| 9                                           | La corsa di primavera 「強敵大集合! 火花を散らすスプリングレース」 - Kyōteki Daishugo! Hibana o Chirasu Supuringu Resu                              | 4 marzo 1996      |                   |
| 10                                          | Il tornado Magnum 「必殺マグナムトルネード!」 - Hissatsu Magunamu Torunedo!                                                                         | 11 marzo 1996     |                   |
| 11                                          | L'ultima occasione 「烈の危機! 残されたチャンス」 - Retsu no Kiki! Zansareta Chansu                                                                 | 18 marzo 1996     |                   |
| 12                                          | Ghigo contro la Magnum 「豪の挑戦! マグナムを取り戻せ!!」 - Go no Chosen! Magunamu o Torimodose!!                                                   | 25 marzo 1996     |                   |
| 13                                          | Sfida ad alto livello 「6人目のフルカウルレーサー」 - Roku Nin me no Furu Kauru Reesaa                                                              | 1º aprile 1996    |                   |
| 14                                          | L'ambizioso dottor Orlando 「驚異の最強マシン大神博士の野望!」 - Kyooi no Saikyoo Mashin Oogami Hakase no Yaboo!                                    | 8 aprile 1996     |                   |
| 15                                          | Rapina in laboratorio 「ギャングと対決! ご先祖様を守れ!!」 - Gyangu to Taiketsu! Gosenzo Sama wo Mamore!                                            | 15 aprile 1996    |                   |
| 16                                          | La rivincita 「火山口の死闘! セイバー絶体絶命!」 - Kazankoo no Shitoo! Seibaa Zettai-Zetsumei!                                                      | 22 aprile 1996    |                   |
| 17                                          | Nuove macchine per nuove vittorie 「Vマシン誕生! 勝利の明日に賭けろ」 - Bui-Mashin Tanjō! Shoori no Ashita ni Kakero!                               | 29 aprile 1996    |                   |
| 18                                          | Il debutto 「走れVマシン! 危険がいっぱい遊園地レース」 - Hashire Bui-Mashin! Kikenga Ippai Yūenchi Reesu                                            | 6 maggio 1996     |                   |
| 19                                          | Da rivali ad amici 「強敵JBを倒せ!! 友情のVパワー」 - Kyooteki Jee-Bii o taose! Yūjō no Bui-Pawaa                                                   | 13 maggio 1996    |                   |
| 20                                          | Il furto della Tridagger 「消えたマシントライダガーX!」 - Kieta Mashin Toraidagaa-Ekkusu!                                                           | 20 maggio 1996    |                   |
| 21                                          | Ricky ha fatto colpo 「チイコ大旋風 対決! 星馬兄弟」 - Chiiko Daisenpū Taiketsu! Seiba Kyoodai                                                      | 27 maggio 1996    | 25 aprile 2004    |
| 22                                          | Il ritorno della Black 「帰ってきたあいつ 恐怖の切り裂きマシン!」 - Kaette Kita Aitsu Kyōfu no Kirisaki Mashin!                                     | 3 giugno 1996     | 26 aprile 2004    |
| 23                                          | Gara clandestina 「缶詰工場の決闘! 新たなる旅立ち」 - Kanzume Kōjō no Kettō! Aratanaru Tabidachi                                                    | 10 giugno 1996    | 27 aprile 2004    |
| 24                                          | La nuova Spin Ax 「スピンコブラ発進! ニューマシン開発指令」 - Supin Kobura Hasshin! Nyū Mashin Kaihatsu Meirei                                      | 17 giugno 1996    | 28 aprile 2004    |
| 25                                          | La corsa estiva 「サマーレース開催ミニ四駆の熱い夏!」 - Samaa-Reesu Kaisai Mini-Yonku no Atsui Natsu                                                | 24 giugno 1996    | 29 aprile 2004    |
| 26                                          | Un traguardo faticoso 「傷だらけのゴール! 涙のトライダガー」 - Kizudarake no Gooru! Namida no Torai Dagaa                                           | 1º luglio 1996    | 30 aprile 2004    |
| 27                                          | Una nuova Trydagger 「炎のニューマシンよみがえれトライダガー」 - Honoo no Nyu-Mashin Yomigaere Toraidagaa                                           | 8 luglio 1996     | 1º maggio 2004    |
| 28                                          | L'incredibile Neo Tridagger 「焼結! 驚異のZMC鷹羽リョウ完全復活」 - Shōketsu! Kyōi no Zetto-Emu-Shii Takaba Ryo Kanzen Fukkatsu                     | 15 luglio 1996    |                   |
| 29                                          | Azione di salvataggio 「激流パニック! ミニ四駆救助隊」 - Gekiryū Panikku! Mini-Yonku Kyūjotai                                                       | 22 luglio 1996    |                   |
| 30                                          | Confronto con le scimmie 「海だ! サルだ! チームワークで大勝負」 - Umida! Saruda! Chiimuwaaku de Daijōbu                                             | 29 luglio 1996    |                   |
| 31                                          | Un nuovo nemico 「ブロッケンG登場! 破壊の重量級マシ」 - Burokken-Jii Tōjō! Hakai no Jūryōkyū Mashin                                                 | 5 agosto 1996     |                   |
| 32                                          | Una gara fuori dal comune 「ゆうれいと対決! 学校七不思議レース!!」 - Yūreito Taiketsu! Gakkō Nana Fushigi Reesu!!                                   | 12 agosto 1996    |                   |
| 33                                          | I paladini della lealtà 「砂嵐の戦い! ルール無用の大神レース」 - Sunaarashi no Tatakai! Rūru Muyō no Oogami Reesu                                   | 19 agosto 1996    |                   |
| 34                                          | In campeggio 「キャンプで決戦! 追いつめられたJ」 - Kyanpu de Kessen! Oitsumerareta Jee                                                              | 26 agosto 1996    |                   |
| 35                                          | Il riscatto 「敵はVマシン! レッツゴー奪回作戦」 - Teki wa Bui-Mashin! Reetsu-Goo Dakkai Sakusen                                                     | 2 settembre 1996  |                   |
| 36                                          | Leggendaria Scorpion 「幻のスコーピオン 伝説のミニ四駆」 - Maboroshi no Sukoopion Densetsu no Mini-Yonku                                            | 9 settembre 1996  |                   |
| 37                                          | La Rei Stinger 「レイスティンガー! 大神の切り札!」 - Rei Stingaa! Oogami no Kirifuda!                                                               | 16 settembre 1996 |                   |
| 38                                          | La macchina virtuale 「復活! マグナムその名はサイクロン」 - Fukkatsu! Magunamu Sono na wa Saikuron                                                  | 23 settembre 1996 |                   |
| 39                                          | Il Ciclone Magnum 「サイクロン上陸! 俺は天才デザイナー」 - Saikuron Jōriku! Ore wa Tensai Dezainaa                                                  | 30 settembre 1996 |                   |
| 40                                          | La corsa d'autunno 「白熱のオータムレース」 - Hakunetsu no Ootamu Reesu                                                                             | 7 ottobre 1996    |                   |
| 41                                          | Divergenze 「対立! Jと豪 危うしサイクロン」 - Taiketsu! Jee to Goo Ayaushi Saikuron                                                                 | 14 ottobre 1996   |                   |
| 42                                          | Ghigo maestro 「ミニ四師匠 豪!? 秋祭りレース開催」 - Mini-yon Shishō Gō!? Akimatsuri Reesu Kaisai                                                   | 21 ottobre 1996   |                   |
| 43                                          | Automobiline galeotte 「王子様とレース! ジュン愛逃避行」 - Ouji-sama to Reesu! Jun Ai-Tōhikō                                                        | 28 ottobre 1996   |                   |
| 44                                          | Rivalità 「マグナム絶好調! 烈のあせり」 - Magunamu Zekkōchō! Retsu no Aseri                                                                         | 4 novembre 1996   |                   |
| 45                                          | L'inganno 「烈の裏切り!? ソニックVSマグナム」 - Retsu no Uragiri!? Sonikku tai Magunamu                                                             | 11 novembre 1996  |                   |
| 46                                          | L'occasione di J 「復活のJ! プロトセーバーEVO.（エボリューション）」 - Fukkatsu no Jee! Puroto Seeba Ii-Bui-Oo (Eboryūshon)                         | 18 novembre 1996  |                   |
| 47                                          | L'ultima chance 「火花散るラストチャンス!」 - Hibana Chiru Rasuto Chansu                                                                            | 25 novembre 1996  |                   |
| 48                                          | Un pessimo inizio 「SGJC開幕!! 波乱のスタート!」 - Esu-Jii-Jee-Shii kaimaku! Haran no Sutaato                                                       | 2 dicembre 1996   |                   |
| 49                                          | Finale tripla 「ッツゴー大苦戦! 爆進! 破壊軍団」 - Rettsu-Goo Daikusen! Bakushin! Hakaigundan                                                       | 9 dicembre 1996   |                   |
| 50                                          | Gara nella tormenta 「大激戦! 雪山コース 過酷な第2グラウンド!」 - Daigekisen! Yukiyama Koosu Kakoku na Dai ni Guraundo!                             | 16 dicembre 1996  |                   |
| 51                                          | Tutti sul podio! 「栄光の表彰台!! 勝利のミニ四駆」 - Eikō no Hyushōdai!! Shōri no Mini-Yonku                                                        | 23 dicembre 1996  |                   |
| Bakusō Kyōdai Let's & Go!! WGP (51 episodi) | |                   |                   |
| 52                                          | Il Gran Premio 「ミニ四駆新時代 めざせ世界グランプリ!」 - Mini Yonku Shinji dai Mezase Sekai Guran Puri!                                            | 6 gennaio 1997    |                   |
| 53                                          | Una nuova squadra 「TRFビクトリーズ誕生! WGP日本開幕!」 - TRF Bikutorizu Tanjō! WGP Nippon Kaimaku!                                                 | 13 gennaio 1997   |                   |
| 54                                          | Inizia il Gran Premio 「GPマシン完成! リーダーはだれ?」 - GP Mashin Kansei! Rida Hadare?                                                            | 20 gennaio 1997   |                   |
| 55                                          | Gioco di squadra 「驚異のチームプレー! 氷原から来た銀狐」 - Kyōi no Chimupure! Koori Hara Kara Kita Gin Kitsune                                     | 27 gennaio 1997   |                   |
| 56                                          | Un allenamento difficile 「打倒!バックブレーダー 猛特訓を乗り切れ」 - Datō! Bakkubureda Takeshi Tokkun wo Norikire                                  | 3 febbraio 1997   | 30 maggio 2004    |
| 57                                          | La grande sfida 「激走!GPクロス 4位をねらえ!」 - Gekisō! GP Kurosu 4 Kurai Wonerae!                                                                 | 10 febbraio 1997  | 31 maggio 2004    |
| 58                                          | Un allenatore molto severo 「ビクトリーズの危機! 新監督たまみ先生?!」 - Bikutorizu no Kiki! Shinkantoku Tamami Sensei?!                             | 17 febbraio 1997  | 1º giugno 2004    |
| 59                                          | Sfida a due 「番外対決 豪VSエッジ」 - Bangai Taiketsu Gō VS Ejji                                                                                    | 24 febbraio[1997  | 2 giugno 2004     |
| 60                                          | I corridori mascherati 「謎の覆面レーサー 俺達カッ飛びブッちぎり」 - Nazo no Fukumen Resa Oretachi Katsu Tobi Butsu Chigiri                         | 3 marzo 1997      | 3 giugno 2004     |
| 61                                          | Gerolamo in pista 「二郎丸参戦! アストロドームの戦い」 - Jirō Maru Sansen! Asuto Rodomu no Tatakai                                                  | 10 marzo 1997     | 4 giugno 2004     |
| 62                                          | L'asso nella manica 「秘密兵器! 衝撃!!パワーブースター」 - Himitsu Heiki! Shōgeki!! Pawa Busuta                                                     | 17 marzo 1997     | 5 giugno 2004     |
| 63                                          | Si gioca in casa 「春夏秋冬全開バトル 北国のリーダー」 - Shunkashūtō Zenkai Batoru Kitaguni no Rida                                                 | 24 marzo 1997     | 6 giugno 2004     |
| 64                                          | Pericolo nella giungla 「ジャングルを切り裂け! 蘇るキラーマシン!!」 - Janguru wo Kiri Sake! Yomigaeru Kira Mashin!!                                 | 31 marzo 1997     | 7 giugno 2004     |
| 65                                          | Un rivale per amico 「伝説のマシンを持った変な奴」 - Densetsu no Mashin wo Motta Henna Yatsu                                                        | 7 aprile 1997     | 8 giugno 2004     |
| 66                                          | Una lezione importante 「ビクトリーズVS光蠍(ゴンキ) シャイニングスコーピオン参上!」 - Bikutorizu VS Hikari Sasori (Gonki) Shainingu Sukopion Sanjō! | 14 aprile 1997    | 9 giugno 2004     |
| 67                                          | Il ritorno del campione 「帰ってきた王者(チャンピオン) 輝け!グレートジャパンカップ」 - Kaette Kita Ōja (Chanpion) Kagayake! Gureto Japan Kappu      | 21 aprile 1997    | 10 giugno 2004    |
| 68                                          | Cambio di motore 「嵐の中の大作戦! ニューモーターに賭けろ!」 - Arashi no Nakano Daisakusen! Nyumota ni Kake Ro!                                     | 28 aprile 1997    | 11 giugno 2004    |
| 69                                          | Ritorno dal collegio 「子供の日大レース GPレーサー大集合」 - Kodomo no Nichidai Resu GP Resa Daishūgō                                               | 5 maggio 1997     | 12 giugno 2004    |
| 70                                          | Gara pericolosa 「勝て!恐怖のデスマッチ ティオスパーダVSサイクロンマグナム」 - Kate! Kyōfu no Desumacchi Teio Supada VS Saikuron Magunamu           | 12 maggio 1997    |                   |
| 71                                          | Dalla Giamaica con ritmo 「リズムに乗って突っ走れ! あつい国から来たレーサー」 - Rizumu ni Notte Tsuppashire! Atsui Kuni Kara Kita Resa              | 19 maggio 1997    |                   |
| 72                                          | Spin Cobra all'attacco 「燃えろ藤吉! スピンコブラの逆襲」 - Moe ro Tōkichi! Supin Kobura no Gyakushū                                                | 26 maggio 1997    |                   |
| 73                                          | Gara al centro commerciale 「決めるぜ、日本一! 商店街で大レース!!」 - Kime Ruze, Nippon'ichi! Shōtengai de dai Resu!!                               | 2 giugno 1997     |                   |
| 74                                          | La trappola 「先手必勝! スタート勝負!?」 - Sentehisshō! Sutato Shōbu!?                                                                              | 9 giugno 1997     |                   |
| 75                                          | Chi verrà scelto? 「選手は誰だ? 開催!ドリームチャンスレース」 - Senshu ha Dare Da? Kaisai! Dorimu Chansu Resu                                       | 16 giugno 1997    |                   |
| 76                                          | La super-corsa dei sogni 「ライバル勢ぞろい 白熱!ドリームチャンスレース」 - Raibaru Seizoroi Hakunetsu! Dorimu Chansu Resu                          | 23 giugno 1997    |                   |
| 77                                          | Finale a sorpresa 「ゴール前の大逆転 決着!ドリームチャンスレース」 - Goru Mae no Daigyakuten Kecchaku! Dorimu Chansu Resu                           | 30 giugno 1997    |                   |
| 78                                          | Il segreto dei Rosso Strada 「紅の閃光! ロッソストラーダの魔手!!」 - Kurenai no Senkō! Rosso Sutorada no ma te!!                                    | 7 luglio 1997     |                   |
| 79                                          | La Spada all'attacco 「スリーリレーバトル! 打倒!ディオスパーダ」 - Suririre Batoru! Datō! Deio Supada                                               | 14 luglio 1997    |                   |
| 80                                          | Una vittoria per tutti 「奴がリーダー? 姿を見せた強敵!」 - Yatsu ga Rida? Sugata wo Mise ta Kyōteki!                                                | 21 luglio 1997    |                   |
| 81                                          | Ritorno in pista 「復活のレーサー」 - Fukkatsu no Resa                                                                                              | 28 luglio 1997    |                   |
| 82                                          | Disavventura 「決死のミニ四サバイバル!」 - Kesshi no Mini Shi Sabaibaru!                                                                            | 4 agosto 1997     |                   |
| 83                                          | Gara di coraggio 「真夏の悪夢! でた!おばけ合宿」 - Manatsu no Akumu! Deta! Obake Gasshuku                                                           | 11 agosto 1997    |                   |
| 84                                          | Padri e figli 「ミニ四駆親子レース 速さの秘密はお父さん?」 - Mini Yonku Oyako Resu Hayasa no Himitsu Hao Tōsan?                                     | 18 agosto 1997    |                   |
| 85                                          | Sconfitta con onore 「ビクトリーズ壊滅!! 死闘タワーサーキット!」 - Bikutorizu Kaimetsu!! Shitō Tawasakitto!                                         | 25 agosto 1997    |                   |
| 86                                          | La macchina dell'amicizia 「誕生! 友情のニューマシン!!」 - Tanjō! Yūjō no Nyu Mashin!!                                                              | 1º settembre 1997 |                   |
| 87                                          | Gara di debutto 「五ヶ国対抗選抜レース! 激走!ビートマグナム」 - Go Kunitaikō Senbatsu resu! Gekisō! Bito Magunamu                                   | 8 settembre 1997  |                   |
| 88                                          | Corridori indomabili 「荒馬たちの挽歌」 - Kō uma Tachino Banka                                                                                      | 15 settembre 1997 |                   |
| 89                                          | Tifo fra colleghi 「めざせ大逆転 絶対不利をはね返せ!」 - Mezase Daigyakuten Zettai Furi Wohane Kaese!                                               | 22 settembre 1997 |                   |
| 90                                          | Il trucco della Beat Magnum 「天才との対決! でるか必殺技」 - Tensai Tono Taiketsu! Deruka Hissatsuwaza                                              | 29 settembre 1997 |                   |
| 91                                          | Un muro contro il nemico 「バックブレーダーの厚い壁」 - Bakkubureda no Atsui Kabe                                                                   | 6 ottobre 1997    |                   |
| 92                                          | Responsabilità di capitano 「リーダーの責任」 - Rida no Sekinin                                                                                     | 13 ottobre 1997   |                   |
| 93                                          | Due macchine per Edoardo 「走れ!ダブルスピン」 - Hashire! Daburu Supin                                                                              | 20 ottobre 1997   |                   |
| 94                                          | La furia della Evolution 「邪悪な走行! EVO(エボリューション)が変わる時」 - Jaaku na Sōkō! EVO (Eboryushon) ga Kawa ru Toki                          | 27 ottobre 1997   |                   |
| 95                                          | Bentornato Ricky! 「よみがえれ烈!」 - Yomigaere Retsu!                                                                                              | 3 novembre 1997   |                   |
| 96                                          | Lotta per la finale 「めざせ決勝戦! フリーフォーメーションで突っ走れ!」 - Mezase Kesshōsen! Furifo Meshon de Tsuppashire!                           | 10 novembre 1997  |                   |
| 97                                          | La finale 「ファイナルステージスタート!」 - Fainaru Suteji Sutato!                                                                                  | 17 novembre 1997  |                   |
| 98                                          | La prima tappa 「湾岸コースをぶっとばせ!」 - Wangan Kosu Wobutto Base!                                                                              | 24 novembre 1997  | 11 luglio 2004    |
| 99                                          | La seconda tappa 「波乱の第2ステージ!!」 - Haran no Dai 2 Suteji!!                                                                                  | 1º dicembre 1997  | 12 luglio 2004    |
| 100                                         | All'ultimo respiro 「勝者の条件!」 - Shōsha no Jōken!                                                                                               | 8 dicembre 1997   | 13 luglio 2004    |
| 101                                         | La terza tappa 「世界一へスタート」 - Sekaiichi he Sutato                                                                                           | 15 dicembre 1997  | 14 luglio 2004    |
| 102                                         | Ultimo atto 「栄光のゴールをめざして」 - Eikō no Goru Womezashite                                                                                   | 22 dicembre 1997  | 15 luglio 2004    |
| Bakusō Kyōdai Let's & Go!! MAX (51 episodi) | |                   |                   |
| 103                                         | Nuovi amici 「おれは豪樹だ!」 - Oreha Gō Ki Da! | 5 gennaio 1998    | 16 luglio 2004    |
| 104                                         | Che avventura! 「勝負だぜ、ビクトリーズ!!」 - Shōbu Daze, Bikutorizu!!                                                                              | 12 gennaio 1998   | 17 luglio 2004    |
| 105                                         | Gara in famiglia 「嵐を呼ぶ兄弟対決」 - Arashi wo Yobu Kyōdai Taiketsu                                                                              | 19 gennaio 1998   | 18 luglio 2004    |
| 106                                         | Una sfida misteriosa 「謎の少女レーサー」 - Nazo no Shōjo Resa                                                                                      | 26 gennaio 1998   | 19 luglio 2004    |
| 107                                         | La legge della scuola Borzoi 「ボルゾイスクールの掟」 - Boruzoi Sukuru no Okite                                                                     | 2 febbraio 1998   | 20 luglio 2004    |
| 108                                         | La squadra di difesa del quartiere 「進め町内防衛隊!」 - Susume Chōnai Bōeitai!                                                                     | 9 febbraio 1998   | 21 luglio 2004    |
| 109                                         | La campionessa 「炎の激闘! GJC(グレートジャパンカップ)の熱い冬!!」 - Honoo no Gekitō! GJC (Gureto Japan Kappu) no Atsui Fuyu!!                      | 16 febbraio 1998  | 22 luglio 2004    |
| 110                                         | Un pilota per due macchine 「二台のマシンを使うすごい奴!!」 - Nidai no Mashin Wo Tsukau Sugoi Yatsu!!                                               | 23 febbraio 1998  | 23 luglio 2004    |
| 111                                         | Cento avversari 「100対1の戦い!」 - 100 tsui 1 no Tatakai!                                                                                          | 2 marzo 1998      | 24 luglio 2004    |
| 112                                         | La macchina a razzo 「脅威のロケットマシン!」 - Kyōi no Roketto Mashin!                                                                             | 9 marzo 1998      | 25 luglio 2004    |
| 113                                         | Il sistema vincente 「秘められた力」 - Hime Rareta Chikara                                                                                          | 16 marzo 1998     | 26 luglio 2004    |
| 114                                         | Un inizio difficile 「最悪のスタート! ボルゾイオープン開幕!!」 - Saiaku no Sutato! Boruzoi Opun Kaimaku!!                                           | 23 marzo 1998     | 27 luglio 2004    |
| 115                                         | Il torneo prosegue 「消えるマシン!」 - Kie ru Mashin!                                                                                               | 30 marzo 1998     | 28 luglio 2004    |
| 116                                         | Vittoria! 「果てしなきゴール! ボルゾイオープン決着!!」 - Hate Shinaki Goru! Boruzoi Opun Kecchaku!!                                                 | 6 aprile 1998     | 29 luglio 2004    |
| 117                                         | Un grande pilota 「烈矢の挑戦!」 - Retsu ya no Chōsen!                                                                                              | 13 aprile 1998    | 30 luglio 2004    |
| 118                                         | La corsa in città 「川下町デンジャラスレース!」 - Kawashimo Machi Denjara Suresu!                                                                   | 20 aprile 1998    | 31 luglio 2004    |
| 119                                         | La sfida di Sandro 「左京からの挑戦状」 - Sakyō Karano Chōsenjō                                                                                     | 27 aprile 1998    | 1º agosto 2004    |
| 120                                         | Una gara esplosiva 「セントー!?ショーブ! お風呂レースの熱き戦い!!」 - Sento!? Shobu! O Furo Resu no Atsuki Tatakai!!                                | 4 maggio 1998     | 2 agosto 2004     |
| 121                                         | Il nemico invisibile 「見えない敵」 - Mie nai Teki                                                                                                  | 11 maggio 1998    | 3 agosto 2004     |
| 122                                         | Chi è il nemico? 「敵は忍者!?」 - Teki ha Ninja!?                                                                                                   | 18 maggio 1998    | 4 agosto 2004     |
| 123                                         | Gli avversari sono due 「忍者の正体!」 - Ninja no Shōtai!                                                                                           | 25 maggio 1998    | 5 agosto 2004     |
| 124                                         | Una strana alleanza 「最強のパートナー 怒りの炎雷攻撃!!」 - Saikyō no Patona Ikari no Honoo Kaminari Kōgeki!!                                       | 1º giugno 1998    | 6 agosto 2004     |
| 125                                         | Una nuova sfida contro i gemelli 「驚異の合体技!! 2対2の激闘!!」 - Kyōi no Gattai Waza!! 2 tsui 2 no Gekitō!!                                       | 8 giugno 1998     | 7 agosto 2004     |
| 126                                         | I due piloti della classe "C" 「地獄の底から来たレーサー」 - Jigoku no Soko Kara Kita Resa                                                          | 15 giugno 1998    | 8 agosto 2004     |
| 127                                         | La Fighter Lady 「実況はまかせて! ファイターレディ見参」 - Jikkyō Hamakasete! Faita Redei Kenzan                                                    | 22 giugno 1998    | 9 agosto 2004     |
| 128                                         | Un metodo personale! 「プラズマ封印」 - Purazuma Fūin                                                                                               | 29 giugno 1998    | 10 agosto 2004    |
| 129                                         | La gara estiva 「サマーレースだ南に走れ!!」 - Samaresu da Minami ni Hashire!!                                                                       | 6 luglio 1998     | 11 agosto 2004    |
| 130                                         | La gara di gruppo 「四人目のレーサー」 - Yoninme no Resa                                                                                            | 13 luglio 1998    | 12 agosto 2004    |
| 131                                         | Le selezioni per la Great Japan Cup 「GJC(グレートジャパンカップ)大予選」 - GJC (Gureto Japan Kappu) dai Yosen                                      | 20 luglio 1998    | 13 agosto 2004    |
| 132                                         | Lezioni di tattica 「オレたちの走り」 - Ore Tachino Hashiri                                                                                         | 27 luglio 1998    | 14 agosto 2004    |
| 133                                         | La Great Japan Cup al via 「GJC(グレートジャパンカップ)サマー開催」 - GJC (Gureto Japan Kappu) Sama Kaisai                                          | 3 agosto 1998     | 15 agosto 2004    |
| 134                                         | Corsa alla cieca 「レースジャック!!」 - Resu Jakku!!                                                                                                | 10 agosto 1998    | 16 agosto 2004    |
| 135                                         | Vittoria finale 「死闘の果ての勝者」 - Shitō no Hate no Shōsha                                                                                      | 17 agosto 1998    | 17 agosto 2004    |
| 136                                         | Una nuova compagna per Robin 「オレの相棒(パートナー)」 - Ore no Aibō (Patona)                                                                      | 24 agosto 1998    | 18 agosto 2004    |
| 137                                         | Robin e la sua nuova Knuckle Breaker 「烈矢の新マシン! ナックルブレイカー」 - Retsu ya no Shin Mashin! Nakkuru Bureika                              | 31 agosto 1998    | 19 agosto 2004    |
| 138                                         | L'arrivo dei campioni americani 「USAチャンプ上陸!!」 - USA Chanpu Jōriku!!                                                                         | 7 settembre 1998  | 20 agosto 2004    |
| 139                                         | La corsa sulla portaerei 「空母強襲! ナックルストーム」 - Kūbo Kyōshū! Nakkuru Sutomu                                                               | 14 settembre 1998 | 21 agosto 2004    |
| 140                                         | Il segreto di Robin e George 「一文字兄弟の秘密!!」 - Hitomoji Kyōdai no Himitsu!!                                                                  | 21 settembre 1998 | 22 agosto 2004    |
| 141                                         | Il ritorno delle gare estive 「再戦!サマーレース」 - Saisen! Samaresu                                                                               | 28 settembre 1998 | 23 agosto 2004    |
| 142                                         | L'arrivo di Nero Stella Borzoi 「ミニ四駆の悪魔 ネロ・ステラ・ボルゾイ」 - Mini Yonku no Akuma Nero Sutera Boruzoi                                  | 5 ottobre 1998    | 24 agosto 2004    |
| 143                                         | Marina rivede suo padre 「マリナ 父との再会」 - Marina Chichi Tono Saikai                                                                           | 12 ottobre 1998   | 25 agosto 2004    |
| 144                                         | L'incubo comincia 「悪夢の対戦」 - Akumu no Taisen                                                                                                  | 19 ottobre 1998   | 26 agosto 2004    |
| 145                                         | La macchinina più forte del mondo 「史上最強の新マシン ディオマース・ネロ」 - Shijōsaikyō no Shin Mashin Deiomasu Nero                              | 27 ottobre 1998   | 27 agosto 2004    |
| 146                                         | La nascita della nuova Max Breaker 「完成!新マックス 豪樹VSリョウ」 - Kansei! Shin Makkusu Gō Ki VS Ryō                                             | 2 novembre 1998   | 28 agosto 2004    |
| 147                                         | La gara d'autunno 「勝者なきオータムレース」 - Shōsha Naki Otamuresu                                                                                | 9 novembre 1998   | 29 agosto 2004    |
| 148                                         | La riunione dei grandi: comincia la M1 「強豪集結 M1開幕」 - Kyōgō Shūketsu M1 Kaimaku                                                              | 16 novembre 1998  | 30 agosto 2004    |
| 149                                         | Uno contro uno 「1対1」 - 1 tsui 1 | 23 novembre 1998  | 31 agosto 2004    |
| 150                                         | Semaforo verde per lo scontro decisivo 「決戦のグリーンシグナル」 - Kessen no Gurin Shigunaru                                                       | 30 novembre 1998  | 1º settembre 2004 |
| 151                                         | Un triste inizio 「悲しき追撃」 - Kanashi ki Tsuigeki                                                                                               | 7 dicembre 1998   | 2 settembre 2004  |
| 152                                         | La corsa più straordinaria della storia 「史上最大のレース」 - Shijōsaidai no Resu                                                                  | 14 dicembre 1998  | 3 settembre 2004  |
| 153                                         | La vittoria finale 「ゴール!!」 - Goru!! | 21 dicembre 1998  | 4 settembre 2004  |

### Film
Un film basato sulla seconda stagione Bakusō Kyōdai Let's & Go!! WGP (爆走兄弟レッツ&ゴー!!?, Bakusō Kyōdai Rettsu Endo Gō!! WGP) è uscito nei cinema giapponesi il 5 luglio 1997. Il film è attualmente inedito in Italia.